# خيسوس فيغا
خيسوس فيغا (بالإنجليزية: Jesús Vega)‏ هو لاعب كرة قاعدة أمريكي، ولد في 14 أكتوبر 1955 في بايامون في الولايات المتحدة.

## وصلات خارجية
- خيسوس فيغا على موقعبيزبول رفرنس.كوم (الدوري الرئيسي) (الإنجليزية)
- خيسوس فيغا على موقعبيزبول رفرنس.كوم (الدوري الثانوي) (الإنجليزية)